# غونار هاردينغ
غونار هاردينغ (بالسويدية: Gunnar Harding)‏ هو لغوي ومترجم وكاتب وشاعر سويدي، ولد في 11 يونيو 1940 في سوندسفال في السويد.